# ديفيد لي (لاعب كرة قدم مواليد 1980)
ديفيد لي (بالإنجليزية: David Lee)‏ هو لاعب كرة قدم بريطاني في مركز الوسط، ولد في 28 مارس 1980 في Basildon ‏ في المملكة المتحدة. لعب مع أولدهام أثلتيك وبرايتون أند هوف ألبيون وتوتنهام هوتسبير وستيفيناغ بوروه ونادي ألدرشوت تاون ونادي بريستول روفيرز ونادي ساوثيند يونايتد وهال سيتي.

## وصلات خارجية
- ديفيد لي (لاعب كرة قدم مواليد 1980) على موقع قاعدة بيانات كرة القدم.إي يو (الإنجليزية)
- ديفيد لي (لاعب كرة قدم مواليد 1980) على موقع Soccerbase.com (لاعب) (الإنجليزية)